# Rotăria, Iași
Rotăria este un sat în comuna Ciortești din județul Iași, Moldova, România.